# Veprecula brunonia
- Regel in ongenummerde lijst

Veprecula brunonia is een slakkensoort uit de familie van de Raphitomidae. De wetenschappelijke naam van de soort is voor het eerst geldig gepubliceerd in 1924 door Dall.